# Porta Salutar
Porta Salutar (em latim: Porta Salutaris) foi uma das portas da Muralha Serviana sobre a qual existem pouquíssimas informações. Como não se descobriu nenhum vestígio dela, sua localização exata é incerta, mas sabe-se que ela ficava perto do Templo da Saúde, do qual derivou seu nome.

## História
Certamente a Porta Salutar era uma das três portas que, juntamente com a Porta Quirinal, ao norte, e a Porta Sanqual, ao sul, se abria para o monte Quirinal. A falta quase absoluta de fontes históricas e arqueológicas sobre sua existência significa que o pouco que sabemos foi deduzido a partir de pistas e analogias baseadas no conhecimento revelado por duas fontes principais. Em primeiro lugar, o trecho da Muralha Serviana depois da Porta Sanqual seguia pela moderna Via XXIV Maggio e a Via delle Tre Cannelle até chegar ao sopé da colina que, para o norte, era tão íngreme que não precisava mais de uma muralha defensiva. Por conta desta característica orográfica, as três portas só podia se abrir para os três vales da colina naquela direção. O nome da porta era devido à proximidade do templo dedicado à deusa Saúde ("Hígia"), cuja posição é conhecida suficientemente bem. Finalmente, a porta era um dos acessos à cidade a partir do Campo de Marte, cuja importância e o desenvolvimento urbano, já na época da construção da Muralha Serviana, tornou necessária e oportuna a abertura de um portão no local tão logo quanto possível.
Com base nestas evidências, é possível inferir que a Porta Salutar provavelmente se abria perto da atual Via della Dataria, provavelmente perto da base da escadaria que leva à Piazza del Quirinale. 